# Die Bestie aus dem Weltenraum
Die Bestie aus dem Weltenraum (Originaltitel: 20 Million Miles to Earth) ist ein US-amerikanischer Thriller von Nathan Juran aus dem Jahr 1957. Die deutsche Erstaufführung erfolgte am 6. September 1957.

## Handlung
Der Film beginnt damit, dass eine riesige Rakete vor der Küste von Gerra, in einem kleinen Fischerdorf in Sizilien, abstürzt. Die beiden Fischer Verrico und Mondello und der Fischerjunge Pepe rudern dorthin, und ehe die Rakete sinkt, retten sie zwei Besatzungsmitglieder: Col. Robert Calder und Dr. Sharman. Da momentan kein Arzt zur Verfügung steht, pflegt Marisa Leonardo, Tochter von Dr. Leonardo, die beiden. Dr. Sharman stirbt dennoch an einer rätselhaften Krankheit, während Calder überlebt.
Währenddessen hat Pepe an der Küste einen angeschwemmten Metallbehälter gefunden, dessen Inhalt eine glibberige Masse ist. Diese verkauft er an Dr. Leonardo. Wenig später schlüpft eine kleine monströse Kreatur, die Leonardo für eine Sensation hält.
Währenddessen erfahren Generalmajor McIntosh und Dr. Judson Uhl, dass es einen Überlebenden ihrer Mission gibt und brechen unverzüglich nach Gerra auf, wo sie von Commissioner Charra und den Regierungsbeamten Contino empfangen werden. Schließlich erfahren die beiden von Dr. Uhl, McIntosh und Calder, was passiert ist: Calder war Leiter eines Teams, das auf dem Planeten Venus war. Auf dem Rückflug wurde die Rakete von Meteoriten beschädigt. Bis auf Calder starben alle Besatzungsmitglieder. Calder erklärt außerdem, dass in dem Behälter ein Lebewesen der Venus aufbewahrt war. Vom Fischerjungen Pepe erfahren sie, wo der Behälter ist und machen sich auf den Weg zu Leonardo.
Das schnell wachsende Wesen, inzwischen fast so groß wie ein Mensch, ist jedoch mittlerweile aus Leonardos Käfig entkommen und zu einem Bauernhof gelangt. Dort wird es von einem Wachhund angegriffen, der in diesem Kampf getötet wird. Calder, Commissioner Charra und ein paar Männer versuchen, das Tier lebendig zu fangen, jedoch wird es von dem Farmer angegriffen. Daraufhin wird der Farmer schwer verletzt, die Kreatur entkommt und geht in Richtung Vesuv. Charra verweigert daraufhin jede Zusammenarbeit, da er das Wesen nun töten will. Calder hat jedoch einen Plan. Er will das Tier mit Schwefelsäcken herauslocken, um es dann mit einem elektrisch geladenen Netz zu betäuben. Charra hält sein Wort und versucht mit ein paar Männern, das Wesen zu töten. Dennoch gelingt es Calder und Uhl, das Tier zu fangen. Es wird zu einem Zoo in Rom transportiert, wo es untersucht und später ausgestellt werden soll. McIntosh erlaubt ein paar Reportern, das Tier zu sehen und Fragen darüber zu stellen. Neben Calder sind auch Leonardo und Marisa bei der Untersuchung des Wesens dabei. Doch dann wird der Stromgenerator beschädigt, der das Tier bewusstlos halten sollte. Es bricht aus dem Zoo aus und kämpft mit einem Elefanten. Es geht als Sieger hervor und sorgt für Chaos und Panik in Rom. McIntosh und Contino rufen derweil das Militär. Unter Führung von Calder verfolgen sie das Tier bis zum Kolosseum. Es flüchtet zum höchsten Punkt, wo es jedoch durch Treffer von Maschinengewehren und Raketenwerfern abstürzt und so stirbt.

## Kritiken
„Naiver Nervenkitzel mit passablen special effects.“

- Amerikanischer Schauerschmarrn, Filmbeobachter, zitiert nach Hahn/Jansen

- Das Monster hat keine wirkliche Persönlichkeit ... Wäre es Harryhausen gelungen, am Anfang so etwas wie eine Beziehung zwischen dem Wissenschaftler und dieser Kreatur in die Handlung einzuflechten ... und ihm in Rom etwas zu tun zu geben, wäre der Film dramatischer geworden, Bill Warren, KEEP WATCHING THE SKIES, zitiert nach Hahn/Jansen

## Hintergrund
- Für die Spezialeffekte war Ray Harryhausen zuständig. Nach den Dreharbeiten in Italien fügte er das Venusmonster in Stop-Motion in den Film ein. Er hatte einen Gastauftritt als Tierpfleger im Elefantengehege.
- Der Film wurde unter dem Titel The Giant Ymir gedreht. Das Monster hieß Ymir, wurde im Film aber nie mit dem Namen genannt.
- Im Fernsehen wurde der Film mit dem Titel Dinosaurier bedrohen Rom ausgestrahlt. Der ursprünglich in schwarzweiß gedrehte Streifen wurde 2006 für eine britische DVD-Veröffentlichung (welche die deutsche Kino-Synchronisation enthält) mit modernsten Mitteln koloriert und erhielt den Titel Die Bestie aus dem Weltraum.

## Synchronisation
| Rolle                       | Schauspieler        | Synchronsprecher |
| --------------------------- | ------------------- | ---------------- |
| Col. Robert Calder          | William Hopper      | Eckart Dux       |
| Contino                     | Jan Arvan           | Curt Ackermann   |
| Dr. Judson Uhl              | John Zaremba        | Axel Monjé       |
| Dr. Leonardo                | Frank Puglia        | Konrad Wagner    |
| Dr. Sharman                 | Arthur Space        | Arnold Marquis   |
| Maj. Gen. A.D. McIntosh     | Thomas Browne Henry | Erich Fiedler    |
| Marisa Leonardo             | Joan Taylor         | Margot Leonard   |
| Miss Reynolds               | Darlene Fields      | Friedel Schuster |
| Mondello                    | Don Orlando         | Erich Kestin     |
| Pepe                        | Bart Braverman      | Uwe Paulsen      |
| Police Commissioner Chianti | Tito Vuolo          | Alfred Balthoff  |
| Referent                    | Barry Russo         | Rainer Brandt    |
| Reporter Roi                | James Dime          | Hugo Schrader    |
| Verrico                     | George Khoury       | Horst Niendorf   |
| Erzähler                    | William Woodson     | Heinz Petruo     |

## Trivia
Vom Bewegungsstil des Monsters Ymir ließ sich der Kiss-Sänger und -Bassist Gene Simmons inspirieren für seine Auftritte als Kunstfigur The Demon.